# Сања Вуксановић
Сања Вуксановић (Београд, 3. април 1967) је српска шахисткиња. Добила је титулу ФИДЕ велемајстора 1998. Освојила је првенство СР Југославије у шаху за жене 1992. У јулу 1998. стигла је на ФИДЕ топ 50 ранг листу.
Као мала, на Телевизији Београд је у склопу образовног програма била једна од водитеља емисије Мали програм.
Са Иваном Марковићем је коаутор уџбеника Три, четири, позор шах!
Из бившег брака са Срђаном Калевићем има ћерку Галу. Од 2003. до 2005. радила је у Министарству спољних послова. Живи у Београду.